# Rivera (Tesino)
Rivera es una antigua comuna suiza del cantón del Tesino, situada en el distrito de Lugano, círculo de Taverne.

## Fusión
Desde el 21 de noviembre de 2010 la comuna de Rivera es una de las cinco "fracciones" de la comuna de Monteceneri, junto con las antiguas comunas de Bironico, Camignolo, Medeglia y Sigirino.
River fue una de las cinco comunas en aprobar la primera votación consultativa del 25 de noviembre de 2007 en la que se preguntaba a los votantes si estaban de acuerdo con la fusión de las siete comunas en una sola denominada Monteceneri. En Rivera de un total de 689 votos (68% de participación), 481 fueron a favor (71,6%), mientras que 194 fueron desfavorables (28,4%). En la segunda votación del 25 de abril de 2010, de un total de 627 votos (~60% de participación), 476 fueron a favor (76,3%), mientras que 148 fueron desfavorables (23,7%).

## Geografía
La antigua comuna limitaba al norte con las comunas de Magadino, Contone y Cadenazzo, al este con Bironico, al sureste con Camignolo, al sur con Mezzovico-Vira, al suroeste con Sigirino, y al oeste con Gambarogno.